# Gäddtjärnen (Söderala socken, Hälsingland)
Gäddtjärnen är en sjö i Söderhamns kommun i Hälsingland och ingår i Norralaån-Ljusnans kustområde. Sjön har en area på 0,079 kvadratkilometer och ligger 38,4 meter över havet.

## Delavrinningsområde
Gäddtjärnen ingår i det delavrinningsområde (679444-156486) som SMHI kallar för Ovan 679624-156577. Medelhöjden är 36 meter över havet och ytan är 10,25 kvadratkilometer. Det finns inga avrinningsområden uppströms utan avrinningsområdet är högsta punkten. Vattendraget som avvattnar avrinningsområdet har biflödesordning 2, vilket innebär att vattnet flödar genom totalt 2 vattendrag innan det når havet efter 5,4 kilometer. Avrinningsområdet består mestadels av skog (64 procent), öppen mark (10 procent) och jordbruk (20 procent). Avrinningsområdet har 0,08 kvadratkilometer vattenytor vilket ger det en sjöprocent på 0,8 procent.